# Südostbahn
Pour les articles homonymes, voir SOB.
Le Südostbahn (SOB) (en allemand chemin de fer du Sud-Est) est une entreprise ferroviaire suisse née de la fusion en 2001 de la Schweizerische Südostbahn et de la Bodensee Toggenburg Bahn.

## Histoire
Le besoin d'un chemin de fer reliant Wädenswil au bord du Lac de Zurich vers la commune d'Einsiedeln, lieu important de pèlerinage, se fit sentir très tôt et les travaux débutèrent en 1871. Cependant l'ouverture à l'exploitation le 1er mai 1877 sous l'étiquette WE, fut précédée de difficultés financières. Les deux communes aidèrent l'entreprise en achetant le matériel roulant qu'elles gardèrent jusqu'en 1887.
À la suite de la construction du chemin de fer du Gothard en 1882, il devint important de relier le train Wädenswil-Einsiedeln-Bahn (WE) à cette ligne internationale. La Société du chemin de fer du Sud-Est de la Suisse fut constituée en 1889 et le 8 août 1891, on inaugura les lignes Pfäffikon - Samstagern et Biberbrugg - Arth-Goldau. Les premières années d'existence du SOB furent difficiles.
En 1878, grâce à une digue en viaduc reliant Pfäffikon à Rapperswil, la compagnie ZGB mis en service une liaison entre les deux villes. Les deux compagnies WE et ZGB, fusionnent le 1er janvier 1890
L'espoir renaît en 1910 après la mise en service par les CFF de la ligne Rapperswil à Wattwil à travers le tunnel du Ricken (8,6 km). Une liaison devenait possible avec la Bodensee Toggenburg Bahn et donc d'organiser des trains de voyageurs depuis Lucerne jusqu'au bord du Lac de Constance. Pour un échange plus performant entre les divers réseaux, le SOB fut électrifié entre 1939 et 1941.
Actuellement la commune d'Einsiedeln est reliée à la gare de Zurich par la ligne S13 de la S-Bahn.
Remarquons que depuis le 30 mai 1992, il existe un train mythique : le Voralpen-Express, dont le caractère touristique est indéniable et qui relie Romanshorn à Lucerne, sur un parcours pittoresque tantôt verdoyant, tantôt enneigé. En décembre 2013, cette ligne qui relie Lucerne à Saint-Gall appartient totalement à la SOB.
La ligne de faîte du Gothard, abandonnée par les CFF, est reprise dès 13 décembre 2020 par la Südostbahn dont l'InterRegio relie Bâle à Lugano par Lucerne, sous le numéro IR26 ou IR Gothard. Südostbahn assure également la liaison IR46, Zurich HB - Zoug - Lugano. Le service est assuré par les Stadler FLIRT Traverso.
Dès 12 décembre 2021, la compagnie reprend la ligne longue distance en collaboration avec les CFF, Berne - Coire sur une distance de 236 kilomètres, avec l'IR 35 (InteRegio) : Aare Lint. Ainsi la compagnie fait circuler 24 trains de couleur cuivre sur les lignes Voralpen-Express, Treno Gottardo et Aare Linth.

## Matériel roulant
Le 4 mai 2017, la compagnie annonce la mise en vente de l'ensemble du parc du Voralpen-Express, pour fin 2019, la compagnie disposant dès juin 2019 des nouveaux trains Stadler FLIRT Traverso, numérotées dans la série : RABe 526. Ces derniers remplaceront les rames tractées par des Re 446 et Re 456 ainsi que les voitures VU I.
En mai 2025, la compagnie a reçu le dernier train d'une commande de 43 unités de chez Stadler Rail, une flotte composée de 30 Traverso, couleur cuivre et 13 FLIRT3 de couleur argent. Ces nouveaux trains offrent des améliorations du point de vue opérationnel et du confort des passagers.
Les six Re 456 que possédait la compagnie, ont été vendues à des associations :
- Re 456 091 « Voralpen-Express » à la Sihl Valley Zurich Uetliberg Bahn (SZU)
- Re 456 092 "Siemens" à la Sihl Valley Zurich Uetliberg Bahn (SZU)
- Re 456 094 "Chaussures Vögele" récupérée par l’association DSF (Depot und Schienenfahrzeuge) de Coblence.
- Re 456 095 "100 ans Romanshorn-Uznach" récupérée par l’association DSF (Depot und Schienenfahrzeuge) de Coblence[12].
- Re 456 093 "Sersa" vendue à BRM Investment
- Re 456 096 « Voralpen-Express » vendue à BRM Investment[13]

## Publications
- (de) « Geschäftsbericht 2014 » [« Rapport annuel 2014 »] [PDF], sur sob.ch, 2015 (consulté le 27 août 2015)
- (de) « Geschäftsbericht 2013 » [« Rapport annuel 2013 »] [PDF], sur sob.ch, 2015 (consulté le 27 août 2015)
- (de) « Geschäftsbericht 2012 » [« Rapport annuel 2012 »] [PDF], sur sob.ch, 2015 (consulté le 27 août 2015)